# Phạm Văn Tánh
Phạm Văn Tánh (sinh năm 1947) là một tướng lĩnh Quân đội nhân dân Việt Nam, hàm Trung tướng. Ông nguyên là Chánh Thanh tra Bộ Quốc phòng Việt Nam (2002 - 2007), Đại biểu Quốc hội Việt Nam khóa X, thuộc đoàn đại biểu Hà Nội..

## Thân thế sự nghiệp
Ông sinh ngày 14 tháng 8 năm 1947 tại thôn Lam Sơn, xã Khánh Thượng, huyện Yên Mô, tỉnh Ninh Bình.
Năm 1965, ông nhập ngũ vào Nam tham gia chiến đấu trên chiến trường Quân khu 5.
Sau năm 1975, ông được cử đi học tại Học viện sĩ quan Đà Lạt, Học viện quân sự cao cấp, Học viện chính trị cao cấp; lần lượt giữ các chức vụ Sư đoàn trưởng Sư đoàn 301, Tham mưu trưởng Quân khu, Phó tư lệnh Quân khu Thủ đô,
Năm 1997, bổ nhiệm giữ chức Tư lệnh Quân khu Thủ đô.
Năm 2002, bổ nhiệm giữ chức Chánh thanh tra Bộ quốc phòng, hàm Trung tướng.
Năm 2008, ông nghỉ hưu.
Ông được nhà nước Việt Nam trao tặng Huân chương Quân công hạng Nhì.
Thiếu tướng (1995), Trung tướng (2002)